# Scopula eleina
Scopula eleina är en fjärilsart som beskrevs av Louis Beethoven Prout 1938. Scopula eleina ingår i släktet Scopula och familjen mätare. Inga underarter finns listade.